# Witte esdoorn
Witte esdoorn of zilveresdoorn (Acer saccharinum, synoniem: Acer dasycarpum, niet te verwarren met de Acer saccharum of suikeresdoorn) is een plant uit de zeepboomfamilie (Sapindaceae). De plant komt van nature voor in het oosten van de Verenigde Staten.

## Determinatie
De plant wordt tot 30 m hoog. De takken groeien eerst opgaand en worden later afhangend en breekbaar. De bladeren zijn diep vijflobbig, tot de helft ingesneden, 8–14 cm breed en ze hebben een witte onderkant. De middelste lob is tweemaal zo lang als breed. De bladrand is dubbelgezaagd.
De plant bloeit in maart en april bij het uitlopen van de bladeren. De bloemen zijn groenachtig. Ze hebben geen kroonbladeren en ontstaan in kleine trosjes uit de zijknoppen. De vruchtvleugels vormen een stompe hoek.
Acer saccharinum 'Laciniatum' is een grote cultivar met sterke en sierlijk overhangende takken in een losse kroon. Deze heeft grote bladeren met diep ingesneden, smalle, scherpgezaagde lobben. Het is een zeer windgevoelige boom.

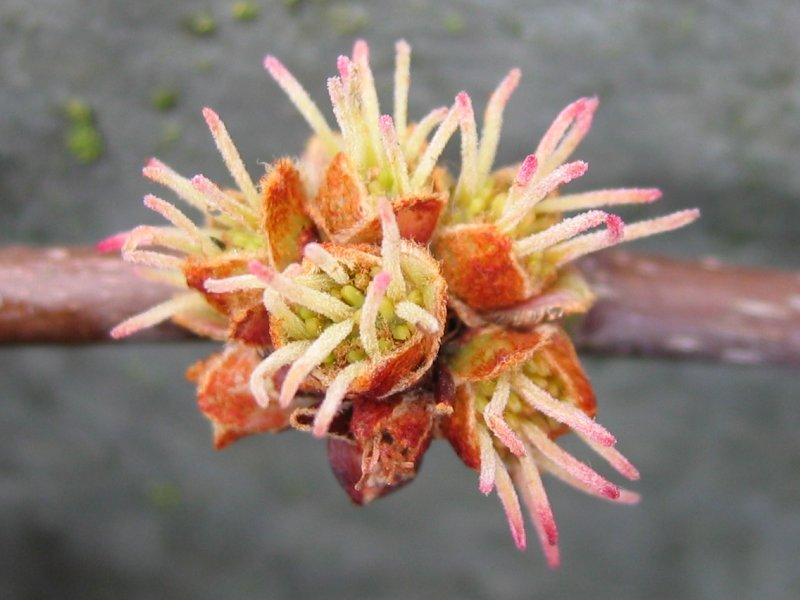
Bloemen
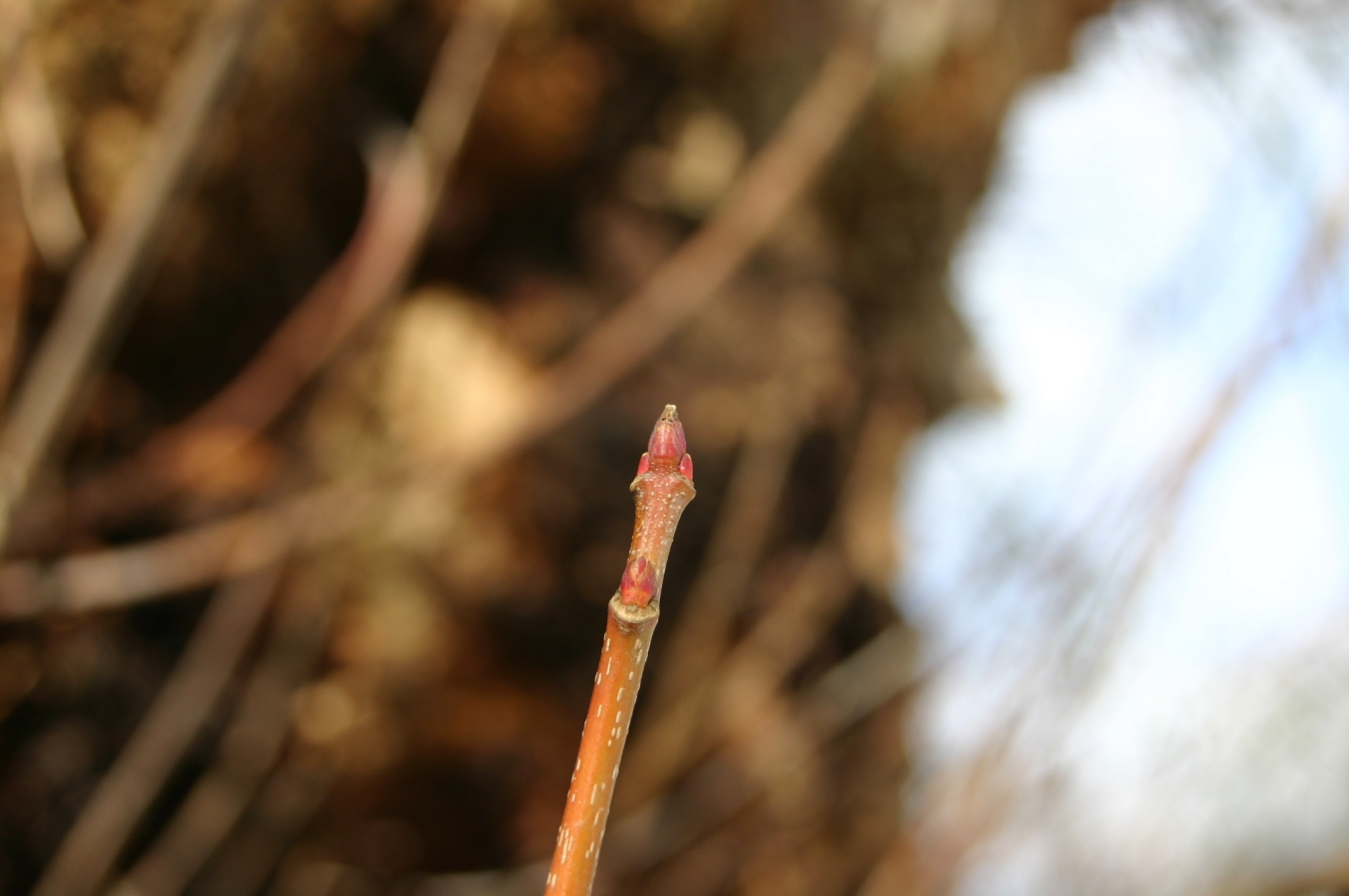
Knop
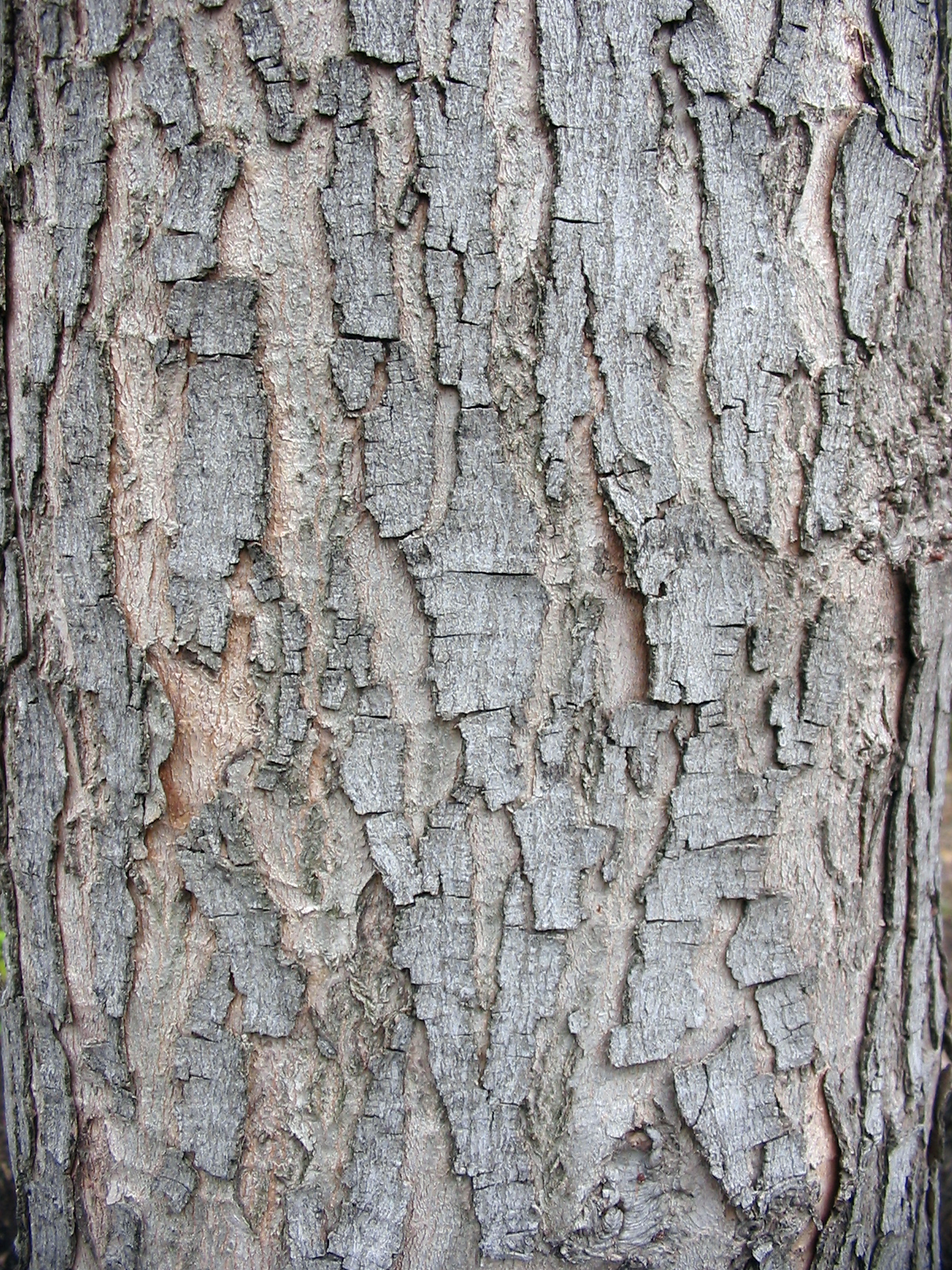
Bast